# Monotipia

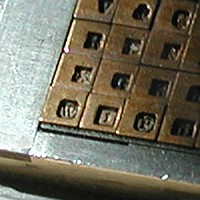
Matrices individuales de cada carácter en su portamatrices.

La monotipia es un sistema de impresión desarrollado por la empresa Monotype. Consta de una máquina con un teclado, como si fuera una máquina de escribir, con el que se compone el texto a partir de una serie de matrices individuales de cada carácter en las que se funde en metal esa misma composición. Una vez impreso, el plomo se vuelve a fundir y ya está listo para la nueva composición .
Tipográficamente la monotipia es preferible a la linotipia, pero precisa dos máquinas separadas con sus operadores respectivos, y es más lenta. Es una variedad de impresión única; sólo sale una buena reproducción de cada lámina. El artista dibuja sobre cualquier superficie lisa, utilizando óleo, acuarela o tinta. Por lo general se emplea el vidrio, pero también es válida una lámina de cobre pulido o la porcelana. Se puede crear la imagen pintándola sencillamente sobre la superficie de la lámina o mediante un proceso de inversión, consiste en cubrir la plancha con una fina capa de pigmentos e irlos eliminando con los dedos o con un pincel hasta formar la imagen. A continuación se aplica el papel sobre la lámina y la imagen queda transferida, bien frotando el dorso del papel o utilizando una prensa de grabado al aguafuerte.

## Historia

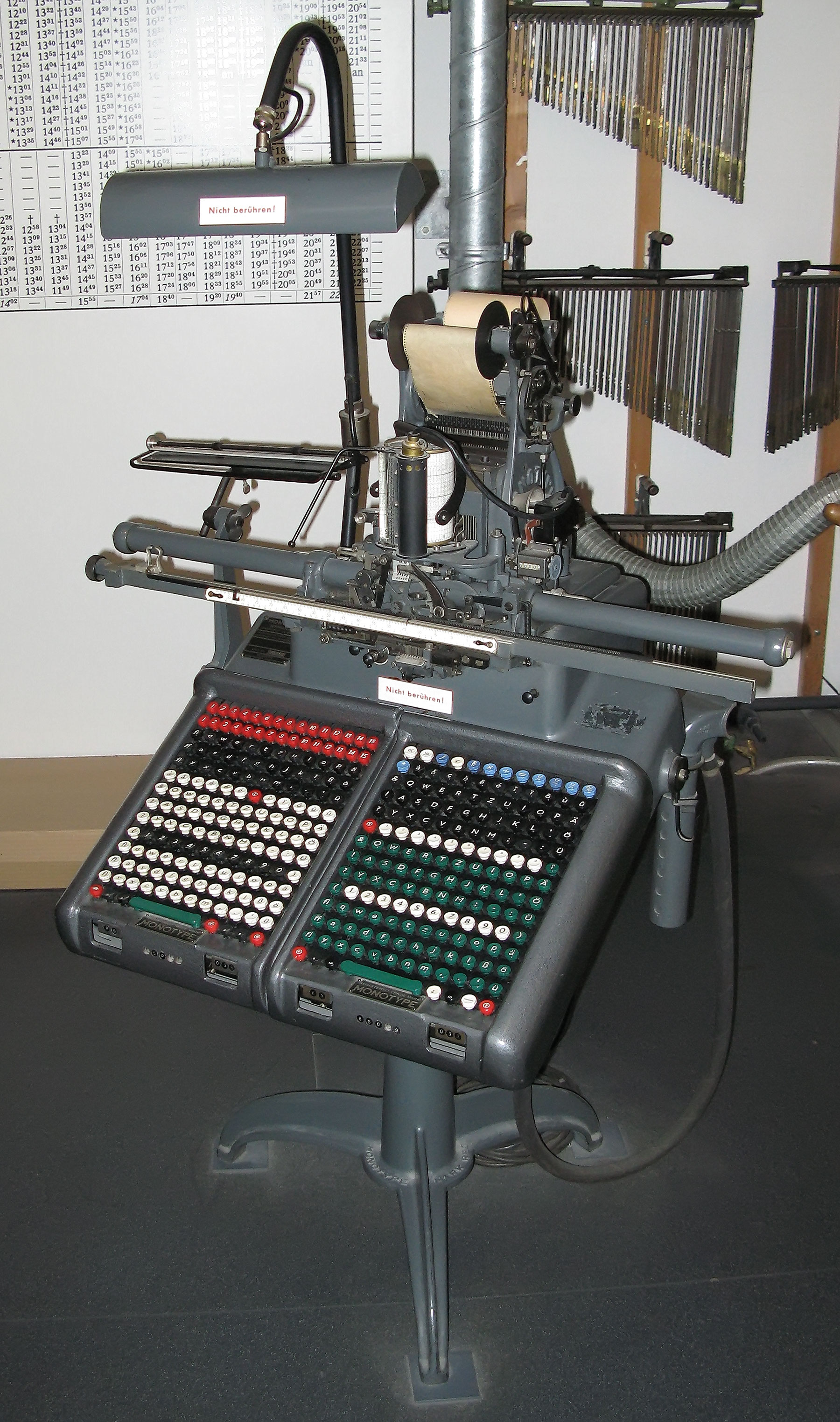
Máquina.

La máquina de composición Monotype, o monotipo, fue inventada y patentada en 1887 por Tolbert Lanston,  de Ohio, componía y fundía letras sueltas. Se desarrolló a la par de la linotipia (ya que añade distintos tipos de letra y permite utilizar letras de gran tamaño) para su utilización en la imprenta., Ya funcionaba regularmente en 1894. Esta máquina fundía y componía tipos individuales y móviles, prácticamente iguales a los viejos tipos fundidos a mano. Consta de dos máquinas individuales, cada una de las cuales necesita un operador. El teclista, que dispone de un teclado similar al de la máquina de escribir, produce una tira de papel perforada con un código de agujeros. Cuando se acerca al extremo de cada línea, el operador decide hasta que punto se cortará, si en la misma o partida o por palabra. Por último, se pulsa la tecla que divide el espacio sobrante de la línea del número de espacios que hay entre las palabras, estableciendo la distancia real entre las mismas (esto es fundamental para facilitar la lectura).
Se vuelve entonces a introducir la tira de papel en la máquina de fundir (un operador puede hacer funcionar dos o más fundidoras) para recibir la señal que establece los espacios entre las palabras antes de componer la línea. El fundidor ofrece una columna de caracteres tras otra en metal completamente masivo, que se corrigen con toda facilidad, pues cada letra y cada signo de puntuación están separados; no obstante, hay que poner la atención que esta actividad precisa desde la invención de la imprenta, pues si solo una línea llegara a empastelarse (cuando los tipos compuestos se caen o se desordenan), sería necesario reorganizarla letra por letra.
Esto plantea graves problemas. Si una página compuesta en linotipia se cae al suelo todo lo que podría suceder es que la línea se reorganice incorrectamente, lo cual difícilmente podría pasar inadvertido a los ojos del corrector de pruebas. Pero si ocurriese lo mismo con una página compuesta en monotipia, sería necesario recomponerla por completo y releerla. Cada corrección a mano de una sola letra compuesta en monotipia encierra el riesgo de nuevos errores.